# Afonso Van-Dúnem M'Binda
Afonso Van-Dúnem M'Binda, angolski politik, * 7. september 1941, Luanda, † 14. november 2014.
Med leti 1985 in 1988 je bil minister za zunanje zadeve Angole.